# Hydrachna stipata
Hydrachna stipata är en kvalsterart som beskrevs av Lundbald 1934. Hydrachna stipata ingår i släktet Hydrachna och familjen Hydrachnidae. Inga underarter finns listade i Catalogue of Life.